# Carlos Mina (futbolista colombiano)
Carlos Mina Bermúdez (n. Bogotá, Colombia, 1 de febrero  de 1971) es un exfutbolista colombiano nacionalizado chileno. Jugaba de mediocampista y militó en diversos clubes de Colombia y Chile. Precisamente en Chile, realizó la mayor parte de su carrera como futbolista. 

## Clubes
| Club                 | País     | Año       |
| -------------------- | -------- | --------- |
| Deportivo Cali       | Colombia | 1990-1991 |
| Huachipato           | Chile    | 1992-1993 |
| Deportivo Cali       | Colombia | 1994      |
| Huachipato           | Chile    | 1994-1995 |
| Deportes Linares     | Chile    | 1996-1997 |
| San Marcos de Arica  | Chile    | 1998      |
| Deportes Linares     | Chile    | 1999-2001 |
| Deportes Antofagasta | Chile    | 2002-2003 |
| Provincial Osorno    | Chile    | 2004-2005 |
| Deportes Temuco      | Chile    | 2006-2007 |